# 塔ノ峰
塔ノ峰（とうのみね）は箱根山の東部、神奈川県小田原市と同県足柄下郡箱根町の境にある標高566mの山である。

## 概要
箱根山の古期外輪山の一峰であり、箱根登山電車の塔ノ沢駅の約1 km北に位置する。周辺の山々とともに富士箱根伊豆国立公園に指定されている。
山頂は箱根山外輪山の登山道と塔ノ沢駅前から阿弥陀寺を経て塔ノ峰山頂へ至る登山道が合流する三叉路となっており、三等三角点が設置されている。
山頂周辺は樹林に囲まれているが、北西の明星ヶ岳方面へ少し進むと開けた場所があり、丹沢山地や足柄平野、相模湾などを望むことができる。
塔ノ峰からは箱根山外輪山の稜線が東西に伸びており、西へは大文字焼きで知られる明星ヶ岳、そして明神ヶ岳、金時山へと連なり、東側の稜線は徐々に標高を落としながら小田原の市街地へ伸びる。

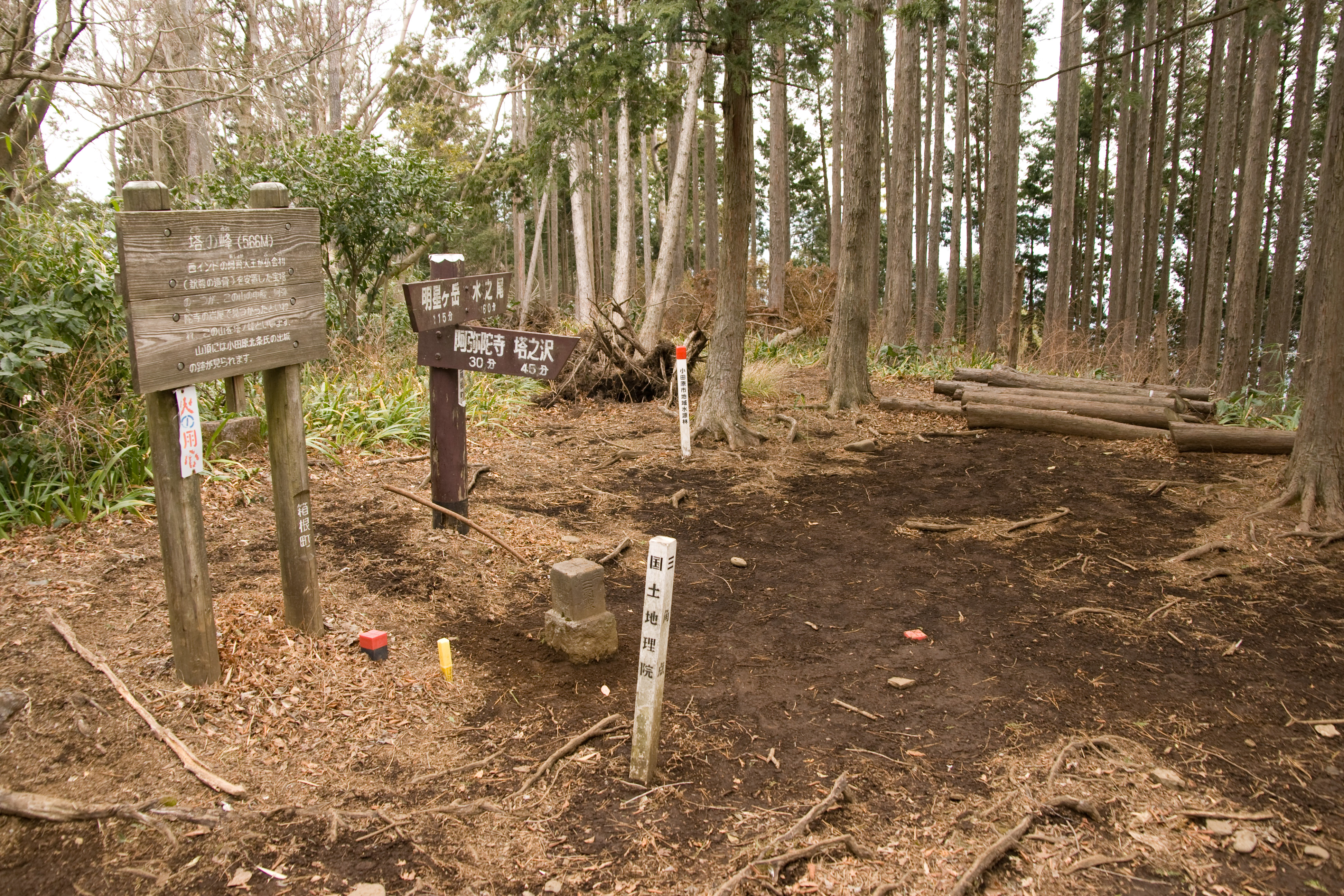
塔ノ峰の山頂
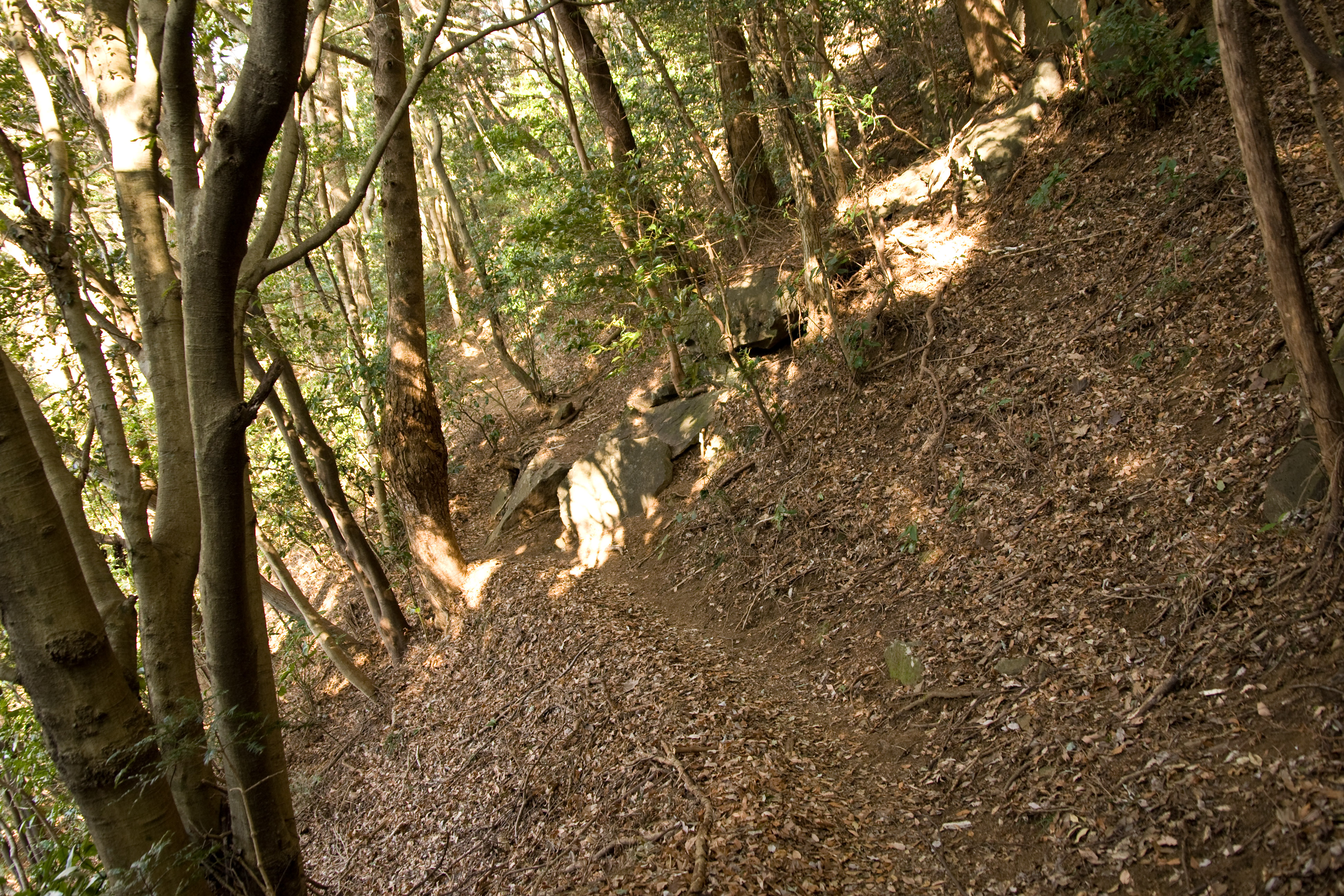
阿弥陀寺からの登山道

## 山名の由来
当山の山名は、塔ノ峰南中腹にある阿弥陀寺の岩屋において、西インドの阿育大王が仏舎利（釈迦の遺骨）を納めた宝塔のひとつが発見されたことに由来する。
なお、南麓の塔之澤（塔ノ沢）の地名もこれに由来している。塔ノ沢では1604年、塔ノ峰山中の洞窟で修行をしていた木食僧の弾誓によって早川の河原より温泉が発見され、その後、箱根七湯のひとつ（塔ノ沢温泉）となった。

## 周辺の山
| 山容 | 名称       | 標高（m） | 塔ノ峰からの 方角と距離（km） | 備考                                             |
| ---- | ---------- | --------- | ----------------------------- | ------------------------------------------------ |
|      | 金時山     | 1,212     | 西北西 9.9                    | 日本三百名山                                     |
|      | 明神ヶ岳   | 1,169     | 北西 5.8                      |                                                  |
|      | 明星ヶ岳   | 924       | 西北西 3.1                    | 別名：大文字山 毎年8月16日に大文字焼きが行われる |
|      | 塔ノ峰     | 566       | 0                             |                                                  |
|      | 湯坂山     | 547       | 南西 2.3                      |                                                  |
|      | 浅間山     | 802       | 西南西 3.6                    | せんげんやま                                     |
|      | 箱根駒ヶ岳 | 1,356     | 西南西 6.9                    |                                                  |
|      | 神山       | 1,438     | 西 7.1                        | 箱根山最高峰 日本三百名山                        |
|      | 聖岳       | 837       | 南 4.2                        |                                                  |
|      | 白銀山     | 993       | 南南西 5.0                    |                                                  |